# IRIB TV4
IRIB TV4 (persan : شبكه چهار, /ʃæbæke-je tʃɑhɑr/) est l'une des 32 chaînes de télévision nationales en Iran. "La chaîne de la sagesse" est son slogan.

Peu de temps après la diffusion d'IRIB TV3 en décembre 1993, TV4 a commencé à émettre en avril 1994 la chaîne est exploitée par IRIB. Elle est connue comme une chaîne artistique et académique  plus que ses homologues. Elle diffuse des documentaires, des conférences universitaires, des entretiens avec des universitaires, des films artistiques, des magazines économiques, des pièces de théâtre et des discussions philosophiques.

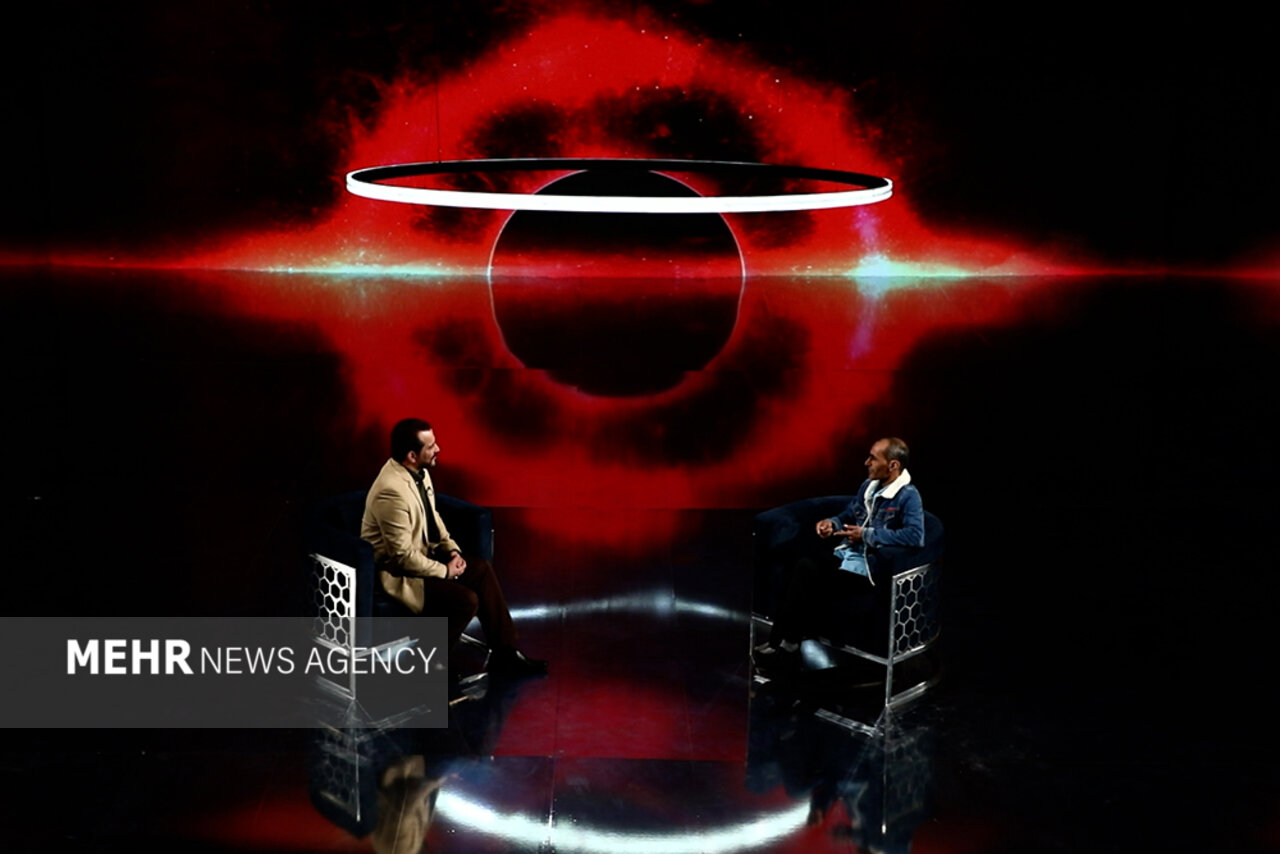
Emission Zendegi Pas Az Zendegi (زندگی پس از زندگی, Life after Life) sur la chaîne IRIB TV4

Gholamreza Gholami est l'actuel directeur de la chaîne.

## Programmation originale
- Asemaneshab (émission télévisée sur l'astronomie)
- Avay-e Irani
- Cinéma 4
- Partove Danech
- Do Ghadam Mande be Sobh (2 étapes vers le matin) 2007
- Cinéma Eghtebas
- Cinéma Mavara
- Mostanade 4 (Documentaire 4)
- Sahbaye Tasnim
- Ordibehesht
- Ertebate Irani (2009)
- Char Soogh
- Charkh
- Tolou
- Charsooye Elm (Collection de documentaires des médias occidentaux)
- Marefat (émission télévisée sur la philosophie islamique)
- Yek Film Yek Tajrobe (Documentaires sur les films et séries télévisées iraniens)
- Forje
- Parto
- Zendegi Pas Az Zendegi (émission télévisée sur l'expérience de mort imminente)

## Diffuser
- Primeval (série télévisée) (2009)
- Alfred Hitchcock présente (2013)
- Little Dorrit (série télévisée) (2020) [3]
- Zoo (série télévisée) (2021) [4]
- Poirot d'Agatha Christie (2021)
- Sherlock Holmes (série télévisée de 1984) (2021)
- Sherlock (série télévisée) (2021) [5]